# 로저 무어 (1927년생 배우)
로저 무어 경(영어: Sir Roger Moore, KBE, 1927년 10월 14일 ~ 2017년 5월 23일)은 잉글랜드의 배우이다. 1973년부터 1985년까지 영화 《제임스 본드》 시리즈 7개작에서 제임스 본드 역으로 명성을 얻었다. 유니세프 대사 등 인도주의 활동 공헌을 인정받아 1999년에 대영 제국 훈장 3등급(CBE)을, 2003년에는 대영 제국 훈장 2등급(KBE, 작위급 훈장)을 받았다.

## 생애
런던에서 경찰 아버지 조지 알프레드 무어와 평범한 주부 어머니 릴리안 포프의 외동아들로 태어났다. 육군에 들어가 대위로 복무하였고, 왕립연극학교에 들어가 후에 14개의 제임스 본드 영화에서 머니페니(Moneypenny) 역을 맡아온 로이스 맥스웰(Lois Maxwell)을 알게 되었다.

### 첫 연기 생활
연기 활동을 엑스트라로 시작하여, 1945년 《카이사르와 클레오파트라》에 출연을 하였다. BBC 방송국에 들어가 1950년 5월 27일에 드라마 시리즈 《고상한 형사》에 출연하였다. 1950년대에 메트로 골드윈 메이어와 계약에 성공하였다. 1960년부터 1969년까지 TV 시리즈 《세인트》에서 사이먼 템플러 역을 맡아 유명해지기 시작하였다.

### 제임스 본드
1973년 제임스 본드 영화 《죽느냐 사느냐》로 시작하여 1985년 《뷰 투 어 킬》까지 12년간 7개의 시리즈에 출연함으로써 가장 오랫동안 출연한 배우로 알려졌고, 초대 배우 숀 코너리와 라이벌 사이가 되었다. 소설의 원작자인 이언 플레밍은 최초엔 숀 코너리의 세련되지 못한 느낌을 마음에 들어하지 않았으며, 로저 무어를 본드 영화의 주인공으로 추천했다고 한다. 숀 코너리의 첫 번째 출연작 Dr.No를 본 이후에는 마음에 들어했으며, 본드의 성장 배경을 숀 코너리와 같은 스코틀랜드 출신이라는 설정을 추가하기도 했다.

### 인도주의 활동
1983년 제임스 본드 《옥토퍼시》에 출연하면서, 촬영지 인도의 빈곤 상황에 충격을 받아 제3제국의 인도주의 노력에 관심을 가지기 시작하였다. 1991년에는 유엔 아동 기금(유니세프)의 대사가 되었다.

### 사망
2017년 5월 23일 스위스(현지 시간)의 한 요양원에서 전립선암이 간과 폐로 전이된 상태로 투병하던 도중에 향년 90세로 숨을 거두었다.

## 출연작
- 《카이사르와 클레오파트라》(Caesar and Cleopatra, 1945년)
- 《다이앤》(Diane, 1956년) 앙리 왕자 역
- 《기적》(The Miracle, 1959년) 마이클 스튜어트 대위 역
- 《죽느냐 사느냐》(Live and Let Die, 1973년) - 007 8탄
- 《골드》(Gold, 1974년) 로드 슬레이터 역
- 《황금총을 가진 사나이》(The Man with the Golden Gun, 1974년) - 007 9탄
- 《뉴욕의 셜록 홈즈》(Sherlock Holmes in New York, 1976년) - 홈즈 역
- 《나를 사랑한 스파이》(The Spy Who Loved Me, 1977년) - 007 10탄
- 《와일드 기즈》(The Wild Geese, 1978년) 숀 핀 중위 역
- 《북해유전 특공작전》(Ffolkes, 1979년) 폭스 역
- 《문레이커》(Moonraker, 1979년) - 007 11탄
- 《아테네 탈출》(Escape to Athena, 1979년) - 오토 해치 역
- 《바다의 늑대》 (The Sea Wolves, 1980년) 개빈 스튜어트 선장 역
- 《주말의 연정》(Sunday Lovers, 1980년)
- 《포 유어 아이즈 온리》(For Your Eyes Only, 1981년) - 007 (제임스 본드) 12탄
- 《옥토퍼시》(Octopussy, 1983년) - 007 13탄
- 《뷰 투 어 킬》(A View to a Kill, 1985년) - 007 14탄
- 《퀘스트》(The Quest, 1996년) 에드가 도브스 경 역